# Rally Jänner de 2013
El Rally Jänner de 2013, oficialmente 30. Internationale Jänner Rallye fue la 30ª edición y la primera ronda de la temporada 2013 del Campeonato de Europa de Rally. Se celebró del 3 al 5 de enero y contó con un itinerario de dieciocho tramos sobre asfalto con presencia de nieve que suman un total de 248,46 km cronometrados.
El piloto checo Jan Kopecký, vencedor de la edición de 2012, se llevó la victoria en una prueba complicada por las condiciones climatológicas cambiantes con presencia de nieve, hielo y lluvia. El oficial de Škoda Motorsport a bordo de un Škoda Fabia S2000 se impuso sobre el francés Bryan Bouffier, que pilotaba un Peugeot 207 S2000, con una ventaja de solo 0,5 segundos y marcó el mejor tiempo en siete tramos, frente a los cuatro de Bouffier. Tercero pero más alejado terminó el austríaco Raimund Baumschlager, también con un Fabia S2000, que marcó tres scratch.

## Itinerario
| Día                | Tramo | Hora  | Tramo                         | Distancia | Ganador              | Tiempo  | Vel. media | Líder rally          |
| ------------------ | ----- | ----- | ----------------------------- | --------- | -------------------- | ------- | ---------- | -------------------- |
| Día 1 (4 de enero) | SS1   | 08:21 | Pierbach                      | 18,99 km  | Jan Kopecký          | 13:08.7 | 86,7 km/h  | Jan Kopecký          |
| Día 1 (4 de enero) | SS2   | 09:24 | Liebenau                      | 10,22 km  | Raimund Baumschlager | 7:14.6  | 84,7 km/h  | Jan Kopecký          |
| Día 1 (4 de enero) | SS3   | 10:10 | St. Oswald                    | 8.68 km   | Jaroslav Orsák       | 5:57.1  | 87,5 km/h  | Jan Kopecký          |
| Día 1 (4 de enero) | SS4   | 12:06 | Pierbach                      | 18,99 km  | Bryan Bouffier       | 13:18.5 | 85,6 km/h  | Jan Kopecký          |
| Día 1 (4 de enero) | SS5   | 13:09 | Liebenau                      | 10.22 km  | Raimund Baumschlager | 6:25.6  | 95,4 km/h  | Raimund Baumschlager |
| Día 1 (4 de enero) | SS6   | 13:55 | St. Oswald                    | 8,68 km   | Bryan Bouffier       | 4:57.8  | 104,9 km/h | Jan Kopecký          |
| Día 1 (4 de enero) | SS7   | 15:52 | Pregarten                     | 8.80 km   | Jan Kopecký          | 4:33.5  | 115.8 km/h | Jan Kopecký          |
| Día 1 (4 de enero) | SS8   | 16:35 | Schönau - St. Leonhard        | 22.95 km  | Bryan Bouffier       | 14:21.3 | 95.9 km/h  | Jan Kopecký          |
| Día 1 (4 de enero) | SS9   | 18:47 | Pregarten                     | 8.80 km   | Václav Pech          | 4:52.0  | 108.5 km/h | Jan Kopecký          |
| Día 1 (4 de enero) | SS10  | 19:30 | Schönau - St. Leonhard        | 22.95 km  | Jan Kopecký          | 14:09.4 | 97.3 km/h  | Jan Kopecký          |
| Día 2 (5 de enero) | SS11  | 07:38 | Gutau                         | 8.27 km   | Jan Kopecký          | 4:38.5  | 109.6 km/h | Jan Kopecký          |
| Día 2 (5 de enero) | SS12  | 08:35 | Unterweißenbach               | 13.53 km  | Bryan Bouffier       | 8:16.2  | 98.2 km/h  | Jan Kopecký          |
| Día 2 (5 de enero) | SS13  | 08:35 | Arena Königswiesen            | 13.53 km  | Raimund Baumschlager | 5:09.8  | 90.5 km/h  | Jan Kopecký          |
| Día 2 (5 de enero) | SS14  | 11:23 | Gutau                         | 8.27 km   | Jan Kopecký          | 4:42.5  | 105.4 km/h | Jan Kopecký          |
| Día 2 (5 de enero) | SS15  | 12:20 | Unterweißenbach               | 13.53 km  | Beppo Harrach        | 8:40.2  | 93.6 km/h  | Bryan Bouffier       |
| Día 2 (5 de enero) | SS16  | 12:55 | Arena Königswiesen            | 13.53 km  | Kajetan Kajetanowicz | 5:23.3  | 86.7 km/h  | Bryan Bouffier       |
| Día 2 (5 de enero) | SS17  | 13:49 | Bad Zell - Tragwein - Aisttal | 25.00 km  | Jan Kopecký          | 13:27.2 | 111.5 km/h | Bryan Bouffier       |
| Día 2 (5 de enero) | SS18  | 16:07 | Bad Zell - Tragwein - Aisttal | 25.00 km  | Jan Kopecký          | 13:42.0 | 109.5 km/h | Jan Kopecký          |

## Clasificación final
| Pos. | Piloto               | Copiloto             | Automóvil                         | Tiempo    | Diferencia |
| ---- | -------------------- | -------------------- | --------------------------------- | --------- | ---------- |
| 1.   | Jan Kopecký          | Pavel Dresler        | Škoda Fabia S2000                 | 2:35.45,3 | 0.0        |
| 2.   | Bryan Bouffier       | Olivier Fournier     | Peugeot 207 S2000                 | 2:35.45,8 | +0,5       |
| 3.   | Raimund Baumschlager | Klaus Wicha          | Škoda Fabia S2000                 | 2:37.03,4 | +1.18,1    |
| 4.   | Vacláv Pech          | Petr Uhel            | Mini John Cooper Works 1.6T S2000 | 2:38.32,3 | +2.47,0    |
| 5.   | Beppo Harrach        | Leopold Weisersheimb | Mitsubishi Lancer Evo IX R4       | 2:39.17,1 | +3.31,8    |
| 6.   | Kajetan Kajetanowicz | Jaroslaw Baran       | Subaru Impreza STi R4             | 2:39.18,2 | +3.32,9    |
| 7.   | François Delecour    | Dominique Savignoni  | Peugeot 207 S2000                 | 2:41.06,5 | +5.21,2    |
| 8.   | Jaroslav Orsák       | David Šmeidler       | Mitsubishi Lancer Evo IX          | 2:42.19,0 | +6.33,7    |
| 9.   | Jaromír Tarabus      | Daniel Trunkát       | Škoda Fabia S2000                 | 2:43.41,3 | +7.56,0    |
| 10.  | Pavel Valoušek       | Lukáš Kostka         | Peugeot 207 S2000                 | 2:43.57,1 | +8.11,8    |

| Predecesor: - | ERC 2013 | Sucesor: Liepāja 2013 |